# Procycling
Procycling ist ein Fachmagazin für den Straßenradsport.
Die Zeitschrift erschien erstmals im April 1999 in Großbritannien und wird seitdem in allen englischsprachigen Ländern der Welt vertrieben. Die erste deutsche Ausgabe erschien im Februar 2004 in der Degen Mediahouse GmbH. Neben Testberichten und Rennreportagen liegt der Fokus auf dem Geschehen innerhalb des professionellen Straßenradsports und den Mannschaften. Dazu gibt es Tipps zu Training und Ernährung sowie Marktübersichten.
Ab Januar 2007 erschien die Zeitschrift vorübergehend im Verlagshaus Bruckmann; ab März 2010 übernahm das  Degen Mediahouse wieder die Veröffentlichung.
In den Hochzeiten des Radsport-Booms lag die verkaufte Auflage 2006 bei bis zu 25.000 Exemplaren pro Monat (davon rund 6.000 Abonnenten). Diese ging in Folge der diversen Doping-Skandale erheblich zurück und lag 2013, als Procycling zum noch heute aktuellen Herausgeber WOM Medien wechselte, bei rund 10.000 verkauften Exemplaren (davon rund 3.500 Abonnenten). Chefredakteur der deutschen Ausgabe war bis März 2013 Marcus Degen. Ihm folgte der aktuelle Chefredakteur Chris Hauke.